# Nachal Nazir
Nachal Nazir (hebrejsky נחל נזיר) je vádí v jižním Izraeli, na severovýchodním okraji Negevské pouště, respektive v Judské poušti.
Začíná v nadmořské výšce okolo 550 metrů, severně od hory Har Gavnunim. Jde o neosídlenou pouštní krajinu. Vádí pak směřuje k severovýchodu, prudce klesá a zeřezává se do okolního terénu. Mezi horami Har Chardon a Har Ce'elim ústí zprava do vádí Nachal Adaša, které jeho vody odvádí do povodí Mrtvého moře.